# Horișnie, Strîi
Horișnie (în ucraineană Горішнє) este un sat în comuna Dolișna din raionul Strîi, regiunea Liov, Ucraina.

## Demografie
Componența lingvistică a localității Horișnie
     Ucraineană (100%)
Conform recensământului din 2001, toată populația localității Horișnie era vorbitoare de ucraineană (100%).